# BCN Competicion
A BCN Competicion spanyol autóverseny-csapat volt, amely Formula Nissan 2000-ben, Formula 3000-ben és GP2-ben, illetve A1GP-ben vett részt.

## A csapat neve
A csapat a székhelyéről kapta a nevét. Mivel a székhely Barcelonában volt, ezért lett a csapat neve BCN Competicion, amelyet hivatalosan spanyolul Barcelona Competición-nak írtak.

## Története

### Formula Nissan
A csapatot 2002-ben alapította Enrique Scalabroni és Jaime Pintanel. Ebben az évben a Formula Nissan 2000 nevű versenyszériában mentek. Versenyzőik Andrea Belicchi és Carlos Martin voltak.

### Formula 3000
2003-tól a Formula 1 előszobájának számító Formula 3000-ben versenyeztek. Ebben az évben a csapat 9. helyen végzett. A 2004-es Formula 3000-es szezon volt a csapat történetének a csúcspontja. Az év végén a csapat a 2. helyen zárt, úgy hogy egy győzelmet is sikerült szerezniük. Ez volt a csapat történetének csúcspontja.

## Eredmények

### Teljes Formula 3000-es eredménylista
(Táblázat értelmezése)

(Félkövér: pole-pozícióból indult; dőlt: leggyorsabb kört futott) 

| *    | Versenyző   | ITA | ESP | AUT | MON | GER | FRA | ENG | GER | HUN | ITA | Pont |
| ---- | ----------- | --- | --- | --- | --- | --- | --- | --- | --- | --- | --- | ---- |
| 2003 | Scassellati | 13  |     |     |     | 15  | 15  |     | 14  |     |     | 0    |
| 2003 | Piccolo     |     | 9   | 12  | NI  |     |     |     |     |     | 11  | 0    |
| 2003 | Hynes       |     |     |     |     |     |     | 14  |     |     |     | 0    |
| 2003 | Berton      |     |     |     |     |     |     |     |     | 10  |     | 0    |
| 2003 | Nguyen      | 8   | 5   | 13  |     |     |     |     |     |     |     | 5    |
| 2003 | Longhorne   |     |     |     | 10  | 12  | 14  | 13  | 12  |     |     | 0    |
| 2003 | Monfardini  |     |     |     |     |     |     |     |     | ret | 10  | 0    |

| *    | Versenyző | ITA | ESP | MON | GER | FRA | ENG | GER | HUN | BEL | ITA | Pont |
| ---- | --------- | --- | --- | --- | --- | --- | --- | --- | --- | --- | --- | ---- |
| 2004 | Toccacelo | 2   | 2   | 2   | 1   | 12  | 2   | 2   | 3   | 12  | ret | 56   |
| 2004 | Guerrieri | ret | 5   | ret | 4   | 6   | 15  | 3   | 5   | 7   | 5   | 28   |

### Teljes GP2-es eredménylista
(Táblázat értelmezése)

(Félkövér: pole-pozícióból indult; dőlt: leggyorsabb kört futott) 

| *    | Versenyző | SMR FEA | SMR SPR | ESP FEA | ESP SPR | MON FEA | EUR FEA | EUR SPR | FRA FEA | FRA SPR | GBR FEA | GBR SPR | GER FEA | GER SPR | HUN FEA | HUN SPR | TUR FEA | TUR SPR | VAL FEA | VAL SPR | BEL FEA | BEL SPR | BRN FEA | BRN SPR | Pont |
| ---- | --------- | ------- | ------- | ------- | ------- | ------- | ------- | ------- | ------- | ------- | ------- | ------- | ------- | ------- | ------- | ------- | ------- | ------- | ------- | ------- | ------- | ------- | ------- | ------- | ---- |
| 2005 | Viso      | 10      | NI      | ret     | ret     | DSQ     | ret     | 11      | 11      | 8       | 15      | 13      | DSQ     | 12      | 6       | ret     | 14      | 12      | ret     | ret     | 2*      | 3*      | 8       | 2*      | 21   |
| 2005 | Yoshimoto | ret     | 9       | ret     | 17      | NI      | 11      | ret     | 6       | 2       | 13      | ret     | 12      | ret     | 13      | 17      | 8       | 10      | 10      | 16      | ret     | 17      | 7       | 6       | 14   |

| *    | Versenyző | VAL FEA | VAL SPR | SMR FEA | SMR SPR | EUR FEA | EUR SPR | ESP FEA | ESP SPR | MON FEA | GBR FEA | GBR SPR | FRA FEA | FRA SPR | GER FEA | GER SPR | HUN FEA | HUN SPR | TUR FEA | TUR SPR | ITA FEA | ITA SPR | Pont |
| ---- | --------- | ------- | ------- | ------- | ------- | ------- | ------- | ------- | ------- | ------- | ------- | ------- | ------- | ------- | ------- | ------- | ------- | ------- | ------- | ------- | ------- | ------- | ---- |
| 2006 | Yoshimoto | ret     | 12      | 8       | 3*      | 8       | 4       | ret     | ret     | ret     | ret     | 17      | 9       | ret     | 23      | ret     | ret     | ret     | ret     | 19      | 8       | 5       | 12   |
| 2006 | Glock     | 16      | 8       | 7       | 4       | 17      | ret     | 11      | 10      | ret     |         |         |         |         |         |         |         |         |         |         |         |         | 14   |
| 2006 | Filippi   |         |         |         |         |         |         |         |         |         | ret     | 9       | ret     | ret     | 21      | 16      | 12      | ret     | 10      | ret     | 4       | 7       | 7    |

| *    | Versenyző   | BHR FEA | BHR SPR | ESP FEA | ESP SPR | MON FEA | FRA FEA | FRA SPR | GBR FEA | GBR SPR | GER FEA | GER SPR | HUN FEA | HUN SPR | TUR FEA | TUR SPR | ITA FEA | ITA SPR | BEL FEA | BEL SPR | VAL FEA | VAL SPR | Pont |
| ---- | ----------- | ------- | ------- | ------- | ------- | ------- | ------- | ------- | ------- | ------- | ------- | ------- | ------- | ------- | ------- | ------- | ------- | ------- | ------- | ------- | ------- | ------- | ---- |
| 2007 | Yamamoto    | 11      | 14      | 9       | 18      | ret     | 11      | 13      | 16      | ret     | 13      | 11      |         |         |         |         |         |         |         |         |         |         | 0    |
| 2007 | Tung        | 15      | ret     | 11      | ret     | 13      | 14      | 17      | 17      | 15      | 16      | ret     | 9       | ret     | 9       | 9       | ret     | 16      | 8       | 4       | 11      | 11      | 4    |
| 2007 | Karjalainen |         |         |         |         |         |         |         |         |         |         |         |         |         | ret     | ret     |         |         |         |         |         |         | 0    |
| 2007 | Niemelä     |         |         |         |         |         |         |         |         |         |         |         | ret     | NI      |         |         | 9       | 11      | 11      | ret     | 14      | ret     | 0    |

| *    | Versenyző | SMR FEA | SMR SPR | ESP FEA | ESP SPR | MON FEA | EUR FEA | EUR SPR | FRA FEA | FRA SPR | GBR FEA | GBR SPR | GER FEA | GER SPR | HUN FEA | HUN SPR | TUR FEA | TUR SPR | VAL FEA | VAL SPR | BEL FEA | BEL SPR | BRN FEA | BRN SPR | Pont |
| ---- | --------- | ------- | ------- | ------- | ------- | ------- | ------- | ------- | ------- | ------- | ------- | ------- | ------- | ------- | ------- | ------- | ------- | ------- | ------- | ------- | ------- | ------- | ------- | ------- | ---- |
| 2008 | Viso      | 10      | NI      | ret     | ret     | DSQ     | ret     | 11      | 11      | 8       | 15      | 13      | DSQ     | 12      | 6       | ret     | 14      | 12      | ret     | ret     | 2*      | 3*      | 8       | 2*      | 21   |
| 2008 | Yoshimoto | ret     | 9       | ret     | 17      | NI      | 11      | ret     | 6       | 2       | 13      | ret     | 12      | ret     | 13      | 17      | 8       | 10      | 10      | 16      | ret     | 17      | 7       | 6       | 14   |